# 伊藤計劃
伊藤計劃（日语：／ Itō Keikaku，1974年10月14日—2009年3月20日），本名伊藤聰（日语：伊藤 聡），日本科幻作家，武藏野美術大學美術學部映像學科畢業，2009年與2013年日本SF大賞與2010年菲利普·K·迪克紀念獎特別獎得主。成名作為《虐殺器官》與《和諧》，2009年3月，他因尤文氏肉瘤型癌症多處轉移而去世，得年34歲。身後留下《屍者的帝國》30張遺稿，經家屬同意，由生前好友圓城塔續筆。

## 生平
千葉縣八千代松陰高中、武藏野美術大学美術学部映像学科畢業。2004年1月，在「Hatena日記」開設Blog，開始發表電影、科幻評論。
處女作《虐殺器官》獲得2006年第7回小松左京賞最終候補，之後於早川書房出版，正式出道。之後，同作亦獲第1名、月刊PLAYBOY Mystery大賞第1名、第28回日本SF大賞候補。
2009年3月20日，因肺癌去世。同年12月6日，《和諧》獲得第30回日本SF大賞，成為首位死後獲獎的作家。2010年，《和諧》英譯版出版，獲得菲利普·K·迪克紀念獎特別獎。
身後留下未完成遺稿約30張。其中，刊於2009年《SF Magazine》7月號的《屍者的帝國》的序章在家人同意後，由圓城塔續筆，成書於2012年8月發行。2013年再因《屍者的帝國》與圓城塔一起獲日本SF大賞和星雲賞。

## 作品列表

### 長篇
- 虐殺器官（Genocidal Organ） - 早川書房·Hayakawa SF Series J Collection（日语：ハヤカワSFシリーズ Jコレクション），2007年，ISBN 9784152088314
  - 文庫版：Hayakawa文庫，2010年2月，ISBN 9784150309848
- METAL GEAR SOLID GUNS OF THE PATRIOTS - 角川書店，2008年6月，ISBN 9784047072442
  - 文庫版：角川文庫，2010年3月，ISBN 9784043943449
- 和諧（<harmony/>）  - 早川書房·Hayakawa SF Series J Collection，2008年，ISBN 9784152089922
  - 文庫版：Hayakawa文庫，2010年12月，ISBN 9784150310196
  - 第40回星雲賞日本長篇部門
  - 第30回日本SF大賞（日本SF作家俱樂部（日语：日本SF作家クラブ）主辦）
  - 菲利普·K·迪克紀念獎特別獎
- 屍者的帝國（The Empire of Corpses） - 河出書房新社，2012年，ISBN 9784309021263
  - 與圓城塔合著作品。
  - 第31回日本SF大賞特別賞、第44回星雲賞日本長篇部門。

### 短篇集
- The Indifference Engine - Hayakawa文庫，2012年3月，ISBN 9784150310608
  - 對、收錄作品，主要為小說部分作品的再編發行。
  - 收錄《The Indifference Engine》、《Heavenscape》、《Automatic Death:episode 0:No Distance, But Interface.》、《From the Nothing with Love》、（《差分機》再版時的解説、與圓城塔合著）、《尸者的帝國》（絶筆・未完）。

### 中篇
- The Indifference Engine - 《SF Magazine（日语：SF Magazine）》2007年11月号刊載，（創元SF文庫）收錄  
  - 《虐殺器官》的分拆作品。第19回SF Magazine讀者賞。
- From the Nothing, with Love - 《SF Magazine》2008年4月号刊載，（創元SF文庫）收錄 
  - 詹姆斯·邦德的戲仿SF推理作品。

### 短篇
- - 同人誌（2007年）刊載。

### 其他
- - 《Eureka（日语：ユリイカ (雑誌)）》2008年7月号刊載，隨筆
- - 群像（日语：群像）2008年9月号刊載，隨筆
- Automatic Death:episode 0:No Distance, But Interface. - 德間書店《SFJapan》Vol.05（2002年夏季号）（Roman album）刊載
  - 原作・世界設定（漫画：新間大悟）
- 屍者的帝國
  - 约翰·华生作為敘述者，描述《弗蘭肯斯坦》中技術得以普及世界的架空歷史小說，作者第四部、也是最後一部長篇作品。完成前30張稿紙內容後，伊藤計劃去世，作品絕筆，遺稿刊載於《SF Magazine》2009年7月号。之後由圓城塔續筆，單行本於2012年8月發行。
- - 早川書房，2010年3月
  - 收錄《The Indifference Engine》、《From the Nothing, With Love.》、《尸者的帝國》未完部分等作品和對談、隨筆、影評。
- - 早川書房，2011年3月
  - 收錄、《Heavenscape》等短篇小説，《Automatic Death:episode 0:No Distance, But Interface.》、等漫画作品，隨筆，以及博客內容摘錄。

## 作品海外發行情況
- 虐殺器官
  - 韓語版 - 2010年2月，韓國大元 C.I.發行，NT Library（日语：NT Library）書系
  - 英語版 - 2012年8月，美國VIZ Media發行，Haikasoru書系
  - 簡體中文版 - 2014年11月，中國99讀書人发行、上海文藝出版社出版
  - 繁體中文版 - 2015年8月，台灣臺灣東販發行

- METAL GEAR SOLID GUNS OF THE PATRIOTS
  - 英語版 - 2012年6月，美國VIZ Media發行，Haikasoru書系

- 和諧
  - 英語版 - 2010年7月，美國VIZ Media發行，Haikasoru書系
  - 繁體中文版 - 2014年6月，台灣缪思出版發行
  - 簡體中文版 - 2014年11月，中國99讀書人发行、上海文藝出版社出版

- 屍者的帝國
  - 繁體中文版 - 2014年7月，台灣獨步文化發行
  - 简体中文版 - 2017年4月，中国99读书人发行、人民文学出版社出版

## 備註
1. 1 2  . 有名人の死.   [2020-07-22]. （原始内容存档于2020-07-22） （日语）.
2. ↑  . 讀賣新聞. 2009-12-06. （原始内容存档于2009-12-12）.
3. ↑    的存檔，存档日期2011-04-23.. 每日JP
4. ↑  . 產經新聞. 2012-01-17. （原始内容存档于2012-01-20）.

## 外部連結
- http://d.hatena.ne.jp/Projectitoh/ （页面存档备份，存于） - 本人Blog
- http://www.sf-fantasy.com/magazine/interview/071101.shtml （页面存档备份，存于）